# Ōta Yamamoto
Ōta Yamamoto (japanisch 山本 桜大 Yamamoto Ōta, manchmal unsystematisch als Outa ins Lateinische übertragen; * 4. Juni 2004 in der Präfektur Hiroshima) ist ein japanischer Fußballspieler.

## Karriere
Ōta Yamamoto erlernte das Fußballspielen in der Jugendmannschaft von Kashiwa Reysol. Hier unterschrieb er am 1. Februar 2023 auch seinen ersten Vertrag. Der Verein aus Kashiwa, einer Stadt in der Präfektur Chiba, spielte in der ersten japanischen Liga. Sein Erstligadebüt gab Ota Yamamoto am 18. Februar 2023 (1. Spieltag) im Heimspiel gegen Gamba Osaka. Bei dem 2:2-Unentschieden wurde er in der 75. Minute für den verletzten Kōta Yamada eingewechselt. In seiner ersten Saison bestritt er sieben Erstligaspiele. Anfang August 2024 wechselte er auf Leihbasis zum Zweitligisten Tochigi SC. Am Ende der Saison 2024 belegte er mit Tochigi den 18. Tabellenplatz und musste somit in die dritte Liga absteigen. Nach dem Abstieg verließ er den Verein und wechselte auf Leihbasis zum Zweitligisten Renofa Yamaguchi FC.